# Grégory Rast
Grégory Rast (Cham, 17 gennaio 1980) è un dirigente sportivo ed ex ciclista su strada svizzero. Professionista dal 2001 al 2018, specialista delle classiche, vinse due titoli nazionali in linea, un Tour de Luxembourg e una tappa al Tour de Suisse. Dal 2019 è direttore sportivo dei team Trek-Segafredo maschile e femminile.

## Palmarès
- 2000 (Post Swiss Team)

Berner Rundfahrt U23
- 2002 (Phonak)

Campionati svizzeri, Prova in linea Under-23
4ª tappa Grand Prix Tell (Emmenbrücke > Safenwil)
- 2004 (Phonak, una vittoria)

Campionati svizzeri, Prova in linea
- 2006 (Phonak, una vittoria)

Campionati svizzeri, Prova in linea
- 2007 (Astana, due vittorie)

4ª tappa Tour de Luxembourg (Mersch > Lussemburgo)
Classifica generale Tour de Luxembourg
- 2008 (Astana, una vittoria)

Prologo Giro di Turchia (Istanbul > Istanbul)
- 2009 (Astana, una vittoria)

Prologo Tour de Luxembourg (Lussemburgo, cronometro)
- 2013 (RadioShack, una vittoria)

6ª tappa Tour de Suisse (Leuggern > Meilen)

### Altri successi
- 2002 (Phonak)

Classifica a punti Grand Prix Tell
- 2004 (Phonak)

Rund um den Bühler
- 2009 (Astana)

Classifica sprint Giro di Romandia
4ª tappa Tour de France (Montpellier, cronosquadre)
- 2015 (Trek Factory Racing)

1ª tappa Tour of Alberta (Grande Prairie, cronosquadre)

## Piazzamenti

### Grandi Giri
- Giro d'Italia

2005: 120º
2006: 94º
- Tour de France

2007: non partito (16ª tappa)
2009: 134º
2010: 111º
2014: 101º
2015: 102º
2016: 123º
- Vuelta a España

2012: 92º
2013: 77º

### Classiche monumento
- Milano-Sanremo

2004: 124º
2005: 75º
2006: 66º
2007: 32º
2009: 153º
2010: 92º
2011: 111º
2012: 78º
2013: 30º
2014: 19º
2015: 61º
2016: 111º
2017: 127º
2018: 111º
- Giro delle Fiandre

2003: ritirato
2004: 85º
2005: 70º
2006: 37º
2007: 15º
2008: 13º
2009: 43º
2010: 46º
2011: 42º
2012: 11º
2013: 42º
2014: ritirato
2015: 29º
2016: ritirato
2017: 119º
2018: 39º
- Parigi-Roubaix

2003: 47º
2004: 57º
2005: 72º
2006: ritirato
2007: 67º
2009: 33º
2010: 11º
2011: 4º
2012: 13º
2013: 86º
2014: 99º
2015: 20º
2016: 102º
2017: 62º
2018: 60º
- Liegi-Bastogne-Liegi

2003: ritirato
2004: ritirato
- Giro di Lombardia

2003: ritirato
2004: ritirato
2005: 79º
2006: 87º
2008: ritirato
2010: ritirato
2017: ritirato

### Competizioni mondiali
- Campionati del mondo

Valkenburg 1998 - In linea Juniores: 36º
Plouay 2000 - In linea Under-23: 64º
Zolder 2002 - In linea Under-23: 6º
Verona 2004 - In linea Elite: 35º
Madrid 2005 - In linea Elite: 14º
Salisburgo 2006 - In linea Elite: 37º
Varese 2008 - In linea Elite: ritirato
Mendrisio 2009 - In linea Elite: ritirato
Melbourne 2010 - In linea Elite: ritirato
Copenaghen 2011 - In linea Elite: 73º
Limburgo 2012 - In linea Elite: ritirato
Toscana 2013 - In linea Elite: 45º
Richmond 2015 - In linea Elite: 76º
Doha 2016 - In linea Elite: ritirato
Bergen 2017 - In linea Elite: 111º
- Giochi olimpici

Atene 2004 - In linea: ritirato
Londra 2012 - In linea: 8º
- Campionati del mondo di ciclocross

Monaco di Baviera 1997 - Juniores: 18º
Middelfart 1998 - Juniores: 10º

### Competizioni europee
- Campionati europei

Bergamo 2002 - In linea Under-23: 13°